# Bělehradská demonstrace 5. října 2000
Svržení Slobodana Miloševiče (též: buldozerová revoluce) byla série událostí, která začala demonstrací v Bělehradě 5. října 2000. Události vedly ke konci vlády Slobodana Miloševiće, jeho nacionalistického režimu a nástupu nové generace srbských politiků, z nichž nejznámější je Vojislav Koštunica.

## Pozadí protestů
Na podzim roku 2000 se v tehdejší Jugoslávii konaly prezidentské volby. Ústřední volební komise ovládaná Miloševičovými lidmi prohlásila, že v prvním kole hlasování získal opoziční kandidát Vojislav Koštunica 49 % hlasů (což bylo o jediné procento méně, než bylo potřeba k vítězství), a tak bylo podle platných zákonů ohlášeno druhé kolo voleb. Demokratická opozice Srbska tento výsledek neuznala; vyzvala občany, aby se 5. října 2000 shromáždili před budovou svazové Skupštiny a postavili se proti velkému volebnímu podvodu, ke kterému mělo dojít proto, aby se tehdejší prezident Slobodan Milošević udržel u moci. DOS vyhlásila ultimátum, ve kterém požadovala, aby Slobodan Milošević do čtvrtka 5. října 15:00 uznal vůli občanů, která byla vyjádřena v hlasování 24. září. Také požadovala změny ve veřejnoprávní televizi RTS (Radiotelevizija Srbije), která o volbách nepravdivě informovala. Podstatnou částí těchto změn měla být personální výměna – odstoupení generálního ředitele, šéfredaktora a hlavní redakce RTS. DOS dále prohlásila, že požaduje, aby byli všichni, kteří byli zadrženi během předchozích protestů, omilostněni, nebo proti nim bylo zastaveno trestní stíhání.

## Druhé kolo nebude
Předseda svazové volební komise mezitím informoval volební komise v místech, kde se hlasovalo, že přípravné práce na druhém kole voleb byly ukončeny. Další celosvazové hlasování se tak mělo konat 8. října. Vojislav Koštunica požádal Slobodana Miloševiće, aby přiznal porážku v prvním kole voleb a poukázal na nebezpečí možnosti vypuknutí otevřeného konfliktu v zemi. Situaci zhodnotil slovy: „My do žádného druhého kola jít nemůžeme, protože bychom tím uznali krádež volebních hlasů. Podvod z prvního kola nemůže být odčiněn druhým, pátým nebo kdovíjakým dalším kolem.“

## Protesty 5. října
Příznivci DOS, kteří obdrželi zprávu o chystané demonstraci, dorazili do Bělehradu 5. října časně ráno. Do hlavního města přijeli z celé země, ze všech směrů. Jejich shromáždění moderovali představitelé opozice. Postupně nabývalo na síle, kolem 15. hodiny se lidé setkali před budovou svazové Skupštiny a pokoušeli se vniknout dovnitř.

## Protesty před budovou Skupštiny

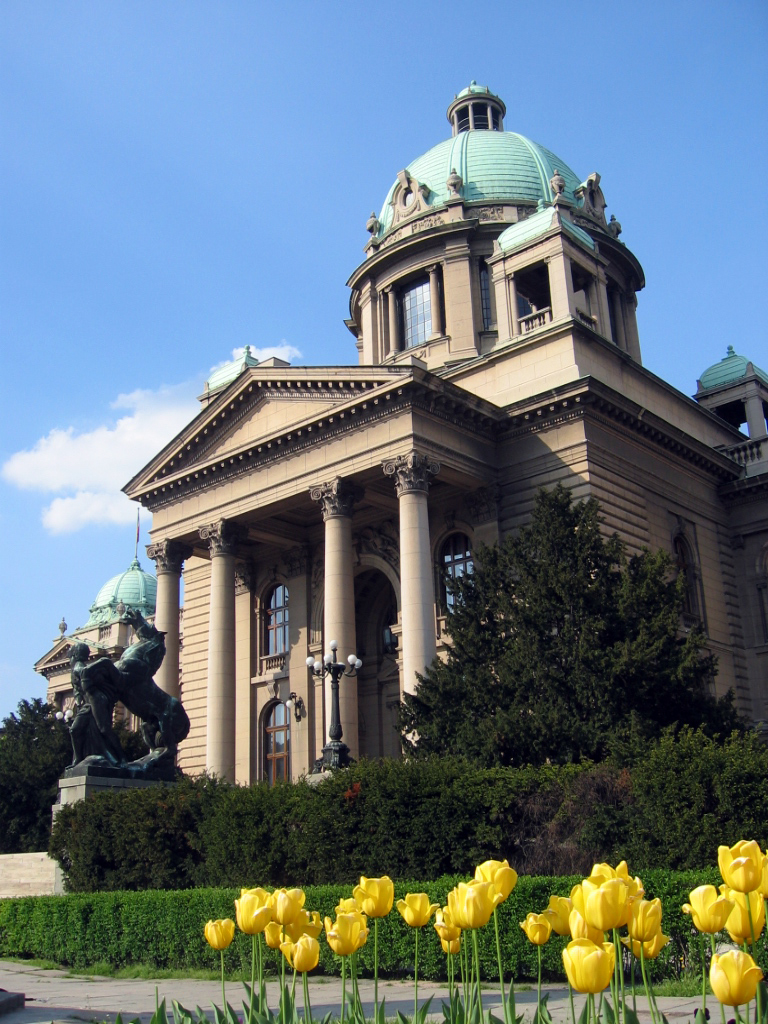
Budova jugoslávského (dnes srbského) parlamentu v Bělehradě, která se stala 5. října 2000 centrem událostí

Dav protestujících se nakonec kolem 15:35 přece jen dostal do budovy parlamentu. Policie se snažila situaci uklidnit a dav rozehnat nasazením slzného plynu.
Několik desítek občanů vystoupilo zhruba kolem 16 hodiny ve svazové Skupštině; policejní síly, které dosud místo hlídaly a snažily se demonstrující zastavit, se postupně stahovaly. Z pravého křídla budovy začal stoupat černý dým, dav rozbil i všechna okna, silně byl poškozen i interiér budovy. Demonstranti také zdemolovali několik policejních vozidel za budovou jugoslávského parlamentu na Kosovské ulici. Během souboje mezi protestujícími a policií došlo i ke střelbě ze zbraně, několik občanů bylo zraněno. Kolem 17. hodiny se sešel bělehradský policejní velitel s představiteli Demokratické opozice Srbska. O hodinu později pak policejní síly z ulice Majka Jevrosime složily zbraně a připojily se k protestujícím. V bělehradských nemocnicích bylo mezitím přijato přes deset lidí s různými poraněními. Policie nasadila slzný plyn i u budovy RTS, kde došlo rovněž k nepokojům a demonstranti se chtěli dostat i do této budovy.

## Požár RTS
Budova Radiotelevizije Srbije byla následně davem zapálena, což znamenalo přerušení řádného vysílání krátce po 17 hodině. Na všech třech kanálech státní televize byly vysílány reklamy a různé starší spoty. Studio B zahájilo následně vysílání zpravodajské relace o zbití protestujících na ulici. Ostatní televize se později jedna po druhé v informování o těchto událostech připojily a odvysílaly záběry z bělehradských ulic. Jediné profesionální médium, které svobodně hlásilo o celé události, bez ohledu na situaci veřejnoprávních stanic, bylo rádio Indeks.

## Noc z 5. na 6. října 2000

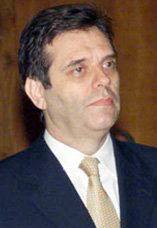
Vojislav Koštunica, hlavní aktér demonstrace a říjnových událostí, byl zvolen prvním demokratickým prezidentem Jugoslávie

Nově zvolený prezident Svazové republiky Jugoslávie Vojislav Koštunica se v předvečer obrátil z terasy Skupštiny k přítomným občanům, později i ke zbytku země v televizním vysílání RTS. Demokratická opozice Srbska ustanovila krizový štáb. Ten měl řešit klíčové problémy země a svoji činnost koordinovat s nově zvoleným prezidentem. Představitelé DOS následně během noci bouřlivé změny probírali s bezpečnostními složkami státu. Před budovou svazové Skupštiny je ráno uvítaly davy lidí.

## Uznání porážky
6. října Slobodan Milošević promluvil v televizním vysílání k národu a přiznal porážku v prezidentských volbách. O den později nově zvolená hlava státu Vojislav Koštunica složila prezidentský slib před poslanci parlamentu. Koštunica se stal čtvrtým a nakonec i posledním prezidentem svazové (srbsko-černohorské) Jugoslávie.